# Svenska inomhusmästerskapen i friidrott 2000
Svenska inomhusmästerskapen i friidrott 2000 var uppdelat i  
- Stora Inne-SM den 5 och 6 februari i Bollnäs samt
- Inne-SM Mångkamp den 11 till 13 februari i Eskilstuna

Tävlingen var det 35:e svenska inomhusmästerskapet.

## Herrar
| Gren                                      | Guld               | Guld             | Guld    | Silver            | Silver             | Silver  | Brons              | Brons            | Brons   |
| 60 meter                                  | Mikael Ahl         | Ullevi FK        | 6,79    | Patrik Strenius   | KA 2 IF            | 6,80    | Matias Ghansah     | Malmö AI         | 6,82    |
| 200 meter                                 | Mattias Sunneborn  | IFK Lidingö      | 21,41   | Johan Engberg     | Finspångs AIK      | 21,45   | Tobias Karlsson    | KA 2 IF          | 21,92   |
| 400 meter                                 | Jimisola Laursen   | Malmö AI         | 47,07   | Magnus Aare       | Danderyd Athletics | 47,74   | Johan Wissman      | IFK Helsingborg  | 47,90   |
| 800 meter                                 | Torbjörn Johansson | Malmö AI         | 1:51,13 | Birger Ohlsson    | Hässelby SK        | 1:51,22 | Fredrik Kjellberg  | Turebergs FK     | 1:51,48 |
| 1 500 meter                               | Mattias Norling    | Turebergs FK     | 3:47,07 | Johnny Jönsson    | Malmö AI           | 3:48,09 | Håkan Jansson      | Rånäs 4H         | 3:48,62 |
| 3 000 meter                               | Kent Claesson      | Skillingaryds FK | 7:57,66 | Henrik Skoog      | Villstads GoIF     | 8:02,66 | Joakim Johansson   | Hälle IF         | 8:17,78 |
| 60 meter häck                             | Robert Kronberg    | IF Kville        | 7,73    | Philip Nossmy     | Malmö AI           | 7,89    | Henrik Dagård      | KA 2 IF          | 8,05    |
| Höjdhopp                                  | Stefan Holm        | Kils AIK         | 2,31    | Christian Olsson  | Örgryte IS         | 2,20    | Ola Carlsson       | Örgryte IS       | 2,10    |
| Stavhopp                                  | Martin Eriksson    | Hässelby SK      | 5,55    | Oscar Janson      | Ullevi FK          | 5,19    | Viktor von Bothmer | Ullevi FK        | 5,06    |
| Längdhopp                                 | Peter Häggström    | IK Ymer          | 7,88    | Mattias Sunneborn | IFK Lidingö        | 7,80    | Nebez Kurban       | IFK Lidingö      | 7,46    |
| Tresteg                                   | Christian Olsson   | Örgryte IS       | 16,48   | Henrik Sahlström  | Bollnäs FIK        | 15,42   | Anton Andersson    | IFK Halmstad     | 15,41   |
| Kula                                      | Jimmy Nordin       | Heleneholms IF   | 19,36   | Sören Tallhem     | Spårvägens FK      | 18,58   | Daniel Jonsson     | Råby-Rekarne FIF | 17,31   |
| Viktkastning 18,0 kg Ej officiell SM-gren | Per Karlsson       | IFK Växjö        | 18,78   | Tomas Sjöström    | Ullevi FK          | 17,86   | Christer Hagberg   | Ullevi FK        | 17,20   |
| Sjukamp                                   | Michael Hoffer     | IFK Lidingö      | 5 764   | Urban Gustafsson  | Upsala IF          | 5 356   | Andrus Klaar       | Spårvägens FK    | 5 217   |

## Damer
| Gren                                      | Guld                   | Guld           | Guld    | Silver             | Silver        | Silver  | Brons                    | Brons           | Brons   |
| 60 meter                                  | Annika Amundin         | Ullevi FK      | 7,42    | Jenny Kallur       | Falu IK       | 7,50    | Susanna Kallur           | Falu IK         | 7,51    |
| 200 meter                                 | Jenny Kallur           | Falu IK        | 24,28   | Helene Nordquist   | Täby IS       | 24,64   | Emmelie Barenfeld        | Glanshammars IF | 25,05   |
| 400 meter                                 | Nadja Petersen         | Huddinge AIS   | 54,41   | Helene Nordquist   | Täby IS       | 54,51   | Linda Hansson            | Malmö AI        | 55,70   |
| 800 meter                                 | Åsa Hedström           | Hälle IF       | 2:06,28 | Therese Ahlepil    | Rånäs 4H      | 2:06,72 | Johanna Nilsson          | Högby IF        | 2:07,50 |
| 1 500 meter                               | Åsa Hedström           | Hälle IF       | 4:27,92 | Johanna Nilsson    | Högby IF      | 4:28,53 | Kristin Ahlepil          | Rånäs 4H        | 4:29,74 |
| 3 000 meter                               | Ida Nilsson            | Högby IF       | 9:33,60 | Katarina Lindström | IFK Umeå      | 9:46,31 | Mia Larsson              | IFK Lund        | 9:54,00 |
| 60 meter häck                             | Susanna Kallur         | Falu IK        | 8,24    | Jenny Kallur       | Falu IK       | 8,39    | Maria Richtnér           | Spårvägens FK   | 8,59    |
| Höjdhopp                                  | Kajsa Bergqvist        | Turebergs FK   | 1,94    | Stina Bohgard      | Turebergs FK  | 1,75    | Lena Johansson           | Hässelby SK     | 1,72    |
| Stavhopp                                  | Kirsten Belin*         | Kvarnsveden FI | 3,75    | Malin Ericsson     | Enköpings AIF | 3,69    | Linda Persson (Berglund) | IFK Växjö       | 3,69    |
| Längdhopp                                 | Camilla Johansson      | IFK Växjö      | 6,40    | Jessica Larsson    | Hässelby SK   | 6,12    | Lina Quick               | Strands IF      | 6,06    |
| Tresteg                                   | Camilla Johansson      | IFK Växjö      | 13,84   | Marie Åhlander     | Spårvägens FK | 13,08   | Anna Wiberger            | Mölndals AIK    | 12,77   |
| Kula                                      | Linda-Marie Mårtensson | Hässelby SK    | 17,01   | Helena Engman      | Riviera FI    | 16,05   | Cecilia Nilsson          | IK Ymer         | 13,62   |
| Viktkastning 10,0 kg Ej officiell SM-gren | Anna Söderberg         | Ullevi FK      | 18,69   | Cecilia Nilsson    | IK Ymer       | 17,13   | Emma Olsson              | Västerås FK     | 13,59   |
| Femkamp                                   | Linda Fredriksson**    | Rydö ASK       | 3 809   | Lina Ericsson      | IFK Växjö     | 3 193   |                          |                 |         |

 *) Vala Flosadottir från Island hoppade högst med 4,31 men var utom tävlan.

**) Carolina Klüft vann F18-klassen på en högre poäng - 4 261.

### Fotnoter
1. 1 2 3 4 5 6 7 8 9 10 11 12 13 14 15 16 17 18 19 20 21 22 23 24 25 26  ”Inomhus-SM”. Friidrott (officiellt organ för Svenska Friidrottsförbundet) (Nils Lodin/Springtime Publishing AB) (1):  s. 17. 2000.
2. 1 2  ”Mångkamps-SM”. Friidrott (officiellt organ för Svenska Friidrottsförbundet) (Nils Lodin/Springtime Publishing AB) (1):  s. 22. 2000.